# Piața Centrală din Cața
Piața Centrală din Cața este un ansamblu de monumente istorice aflat pe teritoriul satului Cața, comuna Cața. În Repertoriul Arheologic Național, monumentul apare cu codul 40777.07.